# Stanisław Kowalski (wioślarz)

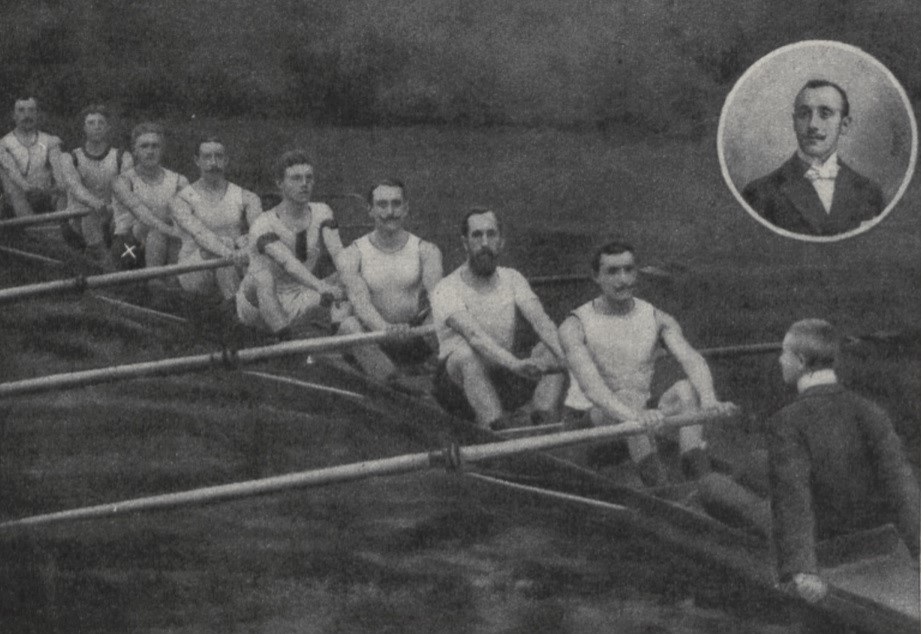
S. Kowalski na regatach w Henley w 1909 (zaznaczony białym "x")

Stanisław Kowalski – polski wioślarz, reprezentujący Belgię, mistrz Europy, zwycięzca Królewskich Regat w Henley.

## Życiorys
Po służbie we Flocie Czarnomorskiej podjął studia na Uniwersytecie w Gandawie. Tam wstąpił do klubu wioślarskiego Royal Club Nautique de Gand i szybko ujawnił wielkie predyspozycje w tym kierunku. Pomimo braku obywatelstwa belgijskiego, był powoływany do reprezentacji tego kraju na mistrzostwa Europy w wioślarstwie w latach 1907-1909 (wystarczał w tamtych czasach fakt reprezentowania klubu belgijskiego). W roku 1907 oraz 1908 zdobył złote medale na ósemce, rok później – srebro na czwórce ze sternikiem.
W 1908 roku otrzymał propozycję reprezentowania Belgii na Igrzyskach w Londynie. Aby wystartować w tej imprezie, musiał jednak przyjąć obywatelstwo belgijskie. Kowalski odmówił, czując się obywatelem Polski. Na uwagę króla Belgii, Leopolda II, iż „Polska nie istnieje”, Kowalski odparł, że „jeszcze się doczeka Polski niepodległej”. Postawa taka spotkała się z uznaniem w Anglii i Komitet Organizacyjny Igrzysk przysłał wioślarzowi specjalny medal pamiątkowy. 
W roku 1909 Kowalski wygrał prestiżowe Królewskie Regaty w Henley, startując na ósemce reprezentującej wioślarskie kluby Gandawy. Pokonał m.in. ósemkę angielską, która rok wcześniej zdobyła złoty medal na igrzyskach olimpijskich.
Po zakończeniu kariery sportowej Kowalski był inżynierem budownictwa w Belgii i Francji. 